# Oberea opaca
Oberea opaca là một loài bọ cánh cứng trong họ Cerambycidae.